# San Antonio Huitepec
San Antonio Huitepec är en ort i Mexiko.   Den ligger i kommunen San Antonio Huitepec och delstaten Oaxaca, i den sydöstra delen av landet, 300 km sydost om huvudstaden Mexico City. San Antonio Huitepec ligger 2 320 meter över havet och antalet invånare är 1 594.
Terrängen runt San Antonio Huitepec är huvudsakligen lite bergig. San Antonio Huitepec ligger uppe på en höjd. Runt San Antonio Huitepec är det glesbefolkat, med 9 invånare per kvadratkilometer. Närmaste större samhälle är San Miguel Peras, 14,5 km öster om San Antonio Huitepec. I omgivningarna runt San Antonio Huitepec växer i huvudsak blandskog.